# 全国人民阵线
全国人民阵线（羅馬化：Rastriya Janamorcha）是尼泊尔共产党（火炬） (2006年)领导的群众组织，拥有注册政党地位。该组织成立于2006年，分裂自尼泊尔人民阵线。该组织的前身是尼泊尔共产党（火炬） (1983年)于1995年创建的群众组织“全国人民阵线”。目前，该组织在众议院拥有1个席位。
2022年2月，全国人民阵线宣布离开执政联盟，以抗议千禧年挑战计划协议的签订